# Gaetano Magliano
Gaetano Magliano (Lerici, 13 maggio 1822 – 1877) è stato un militare italiano, insignito della medaglia d'oro al valor di Marina.

## Biografia

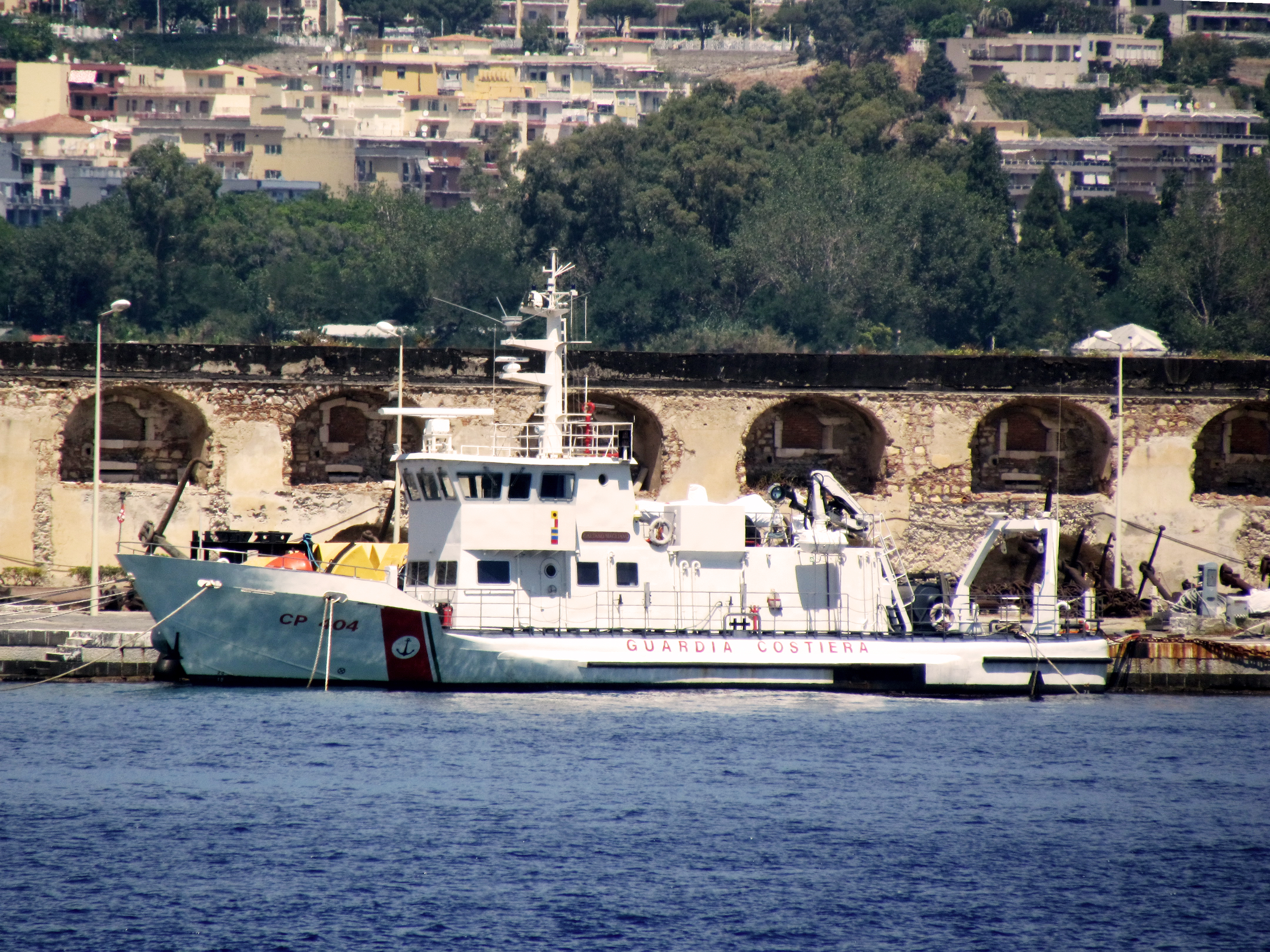
La motovedetta CP 404 Gaetano Lerici della Guardia Costiera.

Nacque a Lerici il 13 maggio 1822. All'età di 15 anni, nel 1837, entrò nella Marina del Regno di Sardegna quale applicato di porto e per i primi anni prestò servizio soprattutto nel porto di Genova per poi essere trasferito a Rimini nel 1858, essendo diventato luogotenente di vascello di 2ª classe. Nel 1866 venne nominato capitano di porto di 3ª classe ritornando a Genova, dove risiede per un anno, e nel 1867 viene trasferito a Livorno. Appena arrivato nella nuova destinazione si rese protagonista del salvataggio degli equipaggi dei velieri greci Aglay e S. Andrea, colpiti da un fortunale presso San Rossore in località bocca d’Arno. Per questo fatto re Vittorio Emanuele II che si trovava proprio nella tenuta di San Rossore gli conferì "motu" proprio la medaglia d'oro al valor di Marina.  Nel 1868 viene trasferito a Porto Maurizio, provincia di Imperia, dove rimase sino al 1872 quando assegnato a Taranto come comandante del porto, venendo posto in aspettativa per motivi di salute nell'ottobre 1875. Rimase a Taranto sino al 1877, quando è collocato a riposo per anzianità. Si spense in quello stesso anno. La Guardia Costiera italiana gli ha intitolato una motovedetta della classe Cavallari.

### Fonti
1. 1 2 3 4 5 6 7  Alberini, Prosperini 2016, p. 316.
2. ↑   Annuario militare ufficiale dello Stato Sardo, 1860-1861,  p. 781. URL consultato il 14 febbraio 2023.
3. ↑   Calendario generale del Regno d'Italia, 1871,  p. 346. URL consultato il 14 febbraio 2023.
4. ↑   Gazzetta Ufficiale del Regno d'Italia, Parte 4, 1875,  p. 6908. URL consultato il 14 febbraio 2023.